# Рябчиково (Свердловская область)
Рябчиково — посёлок в Ачитском городском округе Свердловской области. Управляется Афанасьевским сельским советом.

## География
Рябчиково расположено на правом берегу реки Бисерти, в 24 километрах на северо-восток от посёлка городского типа Ачита.

## История
Указом Президиума Верховного Совета РСФСР от 22.11.1966 г. посёлок Афанасьевской ГЭС переименован в Рябчиково.

## Население
| 2002 | 2010 | 2021 |
| ---- | ---- | ---- |
| 5    | ↗17  | ↘1   |

## Инфраструктура
В посёлке расположено всего две улицы: Лесная и Набережная.